# Vasilij Sjaptsiaboj
Vasilij Sjaptsiaboj född den 10 november 1979, är en belarusisk längdåkare, skidskytt, cyklist och friidrottare.
Han tävlade i friidrott vid paralympiska sommarspelen 2000 i Sydney och i cykling vid spelen 2004 i Aten där han vann en guldmedalj i kombinerat linjelopp/tempolopp.
Vid paralympiska vinterspelen 2006 i Turin tog Shaptsiaboi ett silver på 10 kilometer och ett brons på 20 kilometer i längdskidåkning. I Vancouver 2010 tog han återigen brons på 20 kilometer och ett brons i skidskyttets 2x3 kilometer.
Han tävlade i cykling vid paralympiska sommarspelen 2012 i London men tog ingen medalj. Vid vinterspelen i Sotji 2014 tog han två bronsmedaljer i skidskytte (7,5 och 12,5 kilometer).

## Vinster
- Paralympiska vinterspelen 2006  
  - Silver, längdskidåkning 10 km synskadade
  - Brons, längdskidåkning 20 km synskadade